# Portret konny Stanisława Kostki Potockiego
Portret konny Stanisława Kostki Potockiego – obraz olejny francuskiego malarza Jacques-Louis Davida, powstały w 1781 w Rzymie. Znajduje się w zbiorach Muzeum Pałacu Króla Jana III w Wilanowie Królewskim.
Portret ten przedstawia Stanisława Kostkę Potockiego – polskiego generała i polityka, siedzącego na koniu. Obraz ten jest typowym dziełem klasycyzmu: kształt jest ważniejszy, niż barwa (np. arystokratyczne skinienie kapeluszem generała), postać jest przedstawiona w wyidealizowany sposób. Obraz jest kompozycją dynamiczną, o czym może świadczyć ruch konia, pobudzonego przez ujadającego psa. Widoczne są tu również wpływ sztuki rokokowej, dominacja rysunku nad kolorem, miękki modelunek światłocieniowy i statyczność kompozycji.